# Ulmi csata
Az ulmi csata 1805. október 16. és október 19. között zajlott le, amikor kisebb csaták sorozatát követően Napóleon császár, a Karl Mack von Leiberich parancsnoksága alatt álló teljes osztrák hadsereget kényszerítette megadásra Ulm városa mellett.

## Előzmények
1805-ben az Egyesült Királyság, az Osztrák Császárság, Svédország és az Orosz Birodalom megalakította a harmadik koalíciót a Francia Császárság megdöntésére. Mikor Bajorország Napóleon oldalára állt, a francia császár azelőtt akarta megtámadni Mack von Leiberich tábornok 72 000 fős osztrák erőit, mielőtt az oroszok Lengyelországon keresztül odaérnek az osztrákok segítségére. Az osztrákok a főbb csatákat Észak-Itáliában várták, úgy gondolták, Napóleon fő célja az, hogy megvédje az Alpokban a francia erőket, és a háborúra nem Németországban kerül sor.
A népszerű, de apokrif legenda szerint az osztrákok Gergely-naptárt használtak, míg az oroszok még mindig a Julián naptárt. Ez azt jelentette, hogy a dátumok nem egyeznek, így az osztrákok amikor összeütközésbe kerültek a franciákkal, az oroszok nem érhettek oda. Ezt az egyszerű, de valószínűtlen magyarázatot az orosz hadsereg és az osztrákok is elutasították.

## A csata
Napóleon 177 000 fős angliai hadserege (a későbbi Grande Armée) Boulogne-ban várakozott, készen állt Anglia inváziójára. A tervből nem lett semmi, így ez a hatalmas sereg délre fordult augusztus 27. és szeptember 24. között Mack tábornok Ulm körüli serege ellen, amely Strasbourgtól Weißenburgig (Bajorország) állomásozott. Október 7-én az osztrák tábornok megtudta, hogy Napóleon jobb szárnyával az ő körülzárását tervezi, hogy így elvágja az oroszoktól, akik Bécs irányából közeledtek. Ennek megfelelően úgy változtatta a frontot, hogy bal szárnyát Ulmhoz helyezte és a jobbra szárnyát a Rajnához, de a franciák megelőzték és Neuburgnál átkeltek a Dunán.
Az osztrák tábornok megpróbált kitörni szorult helyzetéből, Mack megpróbált átkelni a Dunán a Günzburgnál, de Elchingennél szembe találta magát a VI. francia hadsereggel és ez vezetett október 14-én az elchingeni csatához. Az osztrákok 2000 embert vesztettek és visszatértek Ulmba. Október 16-án Napóleon körbezárta Mack egész hadseregét Ulmnál és három nappal később Mack megadta magát. Fogságba esett 30 000 ember, 18 tábornok, 65 ágyú, 40 zászló.
20 000 embernek sikerült elmenekülnie, 10 000-et öltek meg vagy sebesült meg, és a többi fogságba esett. Körülbelül 6000 franciát öltek vagy sebesítettek meg.
A megadáskor Mack felajánlotta kardját Napóleonnak e szavak kíséretében „a szerencsétlen Mack tábornok áll Ön előtt.” Napóleon császár elmosolyodott és ezt válaszolta: „Visszaadom a szerencsétlen tábornok kardját és a szabadságát, adja át üdvözletemet a császárának.” I. Ferenc császár ugyanakkor nem volt ugyanilyen elnéző: Mackot rögtönítélő bíróság elé állították és két év börtönbüntetéssel sújtották.
Az ulmi csata az egyik legjobb példa a stratégiai fordulópontra a hadtörténelemben.

## Következmények
Napóleon ulmi győzelmével nem ért véget a háború, mert Kutuzov tábornagy vezetésével egy nagy orosz hadsereg közelített Bécshez. Az oroszok visszavonultak az északkeletre, megvárták az erősítést és a túlélő osztrák egységek csatlakozását. November 12-én a franciák elfoglalták Bécset. December 2-án döntő győzelmet arattak Austerlitznél, ezzel hatékonyan eltávolították Ausztriát a háborúból. Így a pozsonyi béke december végén a harmadik koalíció végét jelentette. Napóleon Franciaországa Közép-Európa legnagyobb hatalmává vált. Ez vezetett azután a következő évben a negyedik koalíciós háborúhoz Poroszország és Oroszország ellen.

## A csata egyéb hatásai
- Ennek a csatának a hatására írta Berzsenyi Dániel „A magyarokhoz” című versét.[2][3]
- A hadjárat stratégiai mesterműnek tekinthető, ennek mintájára fejlesztették ki a Schlieffen-tervet a 19. század végén.

## Jegyzetek

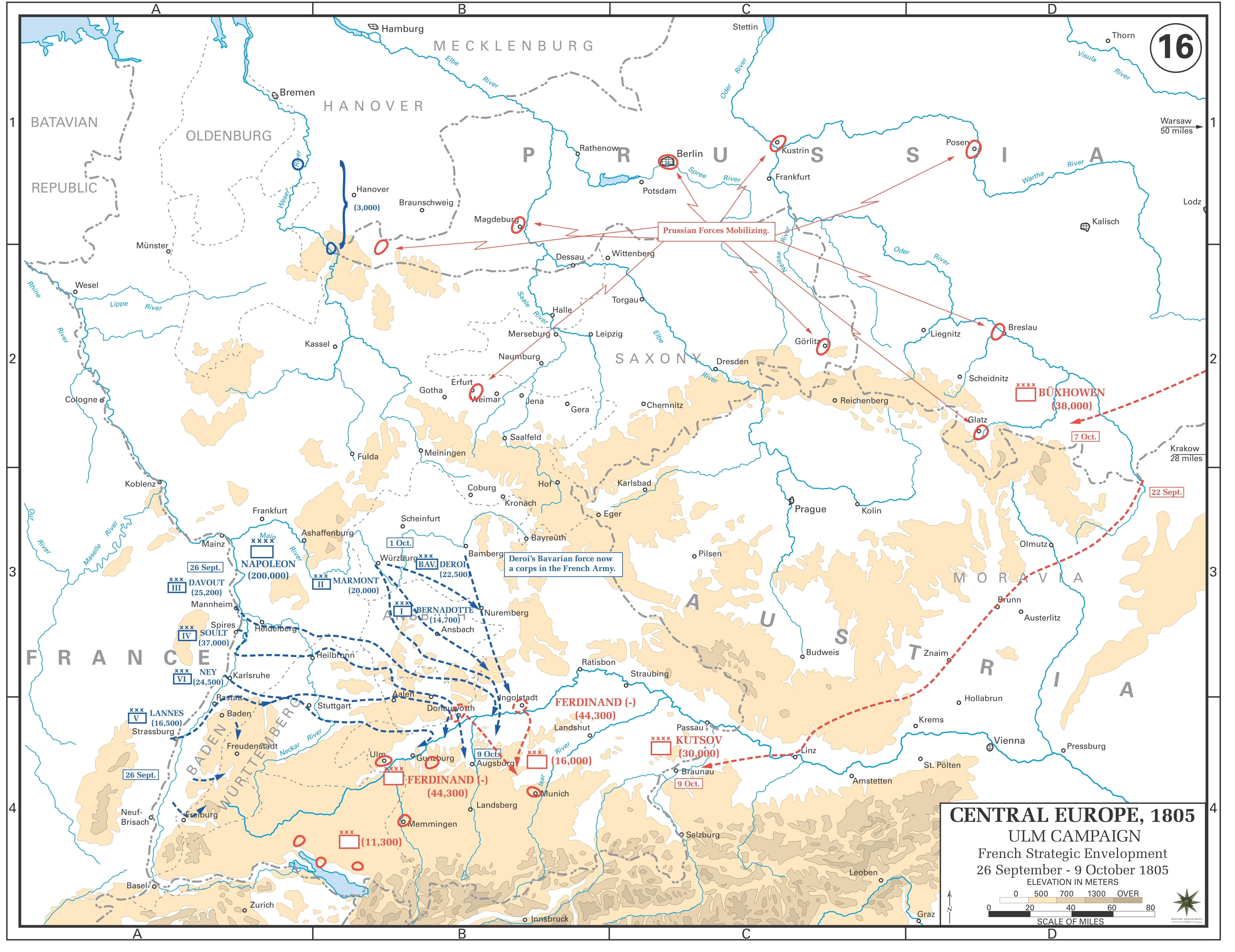

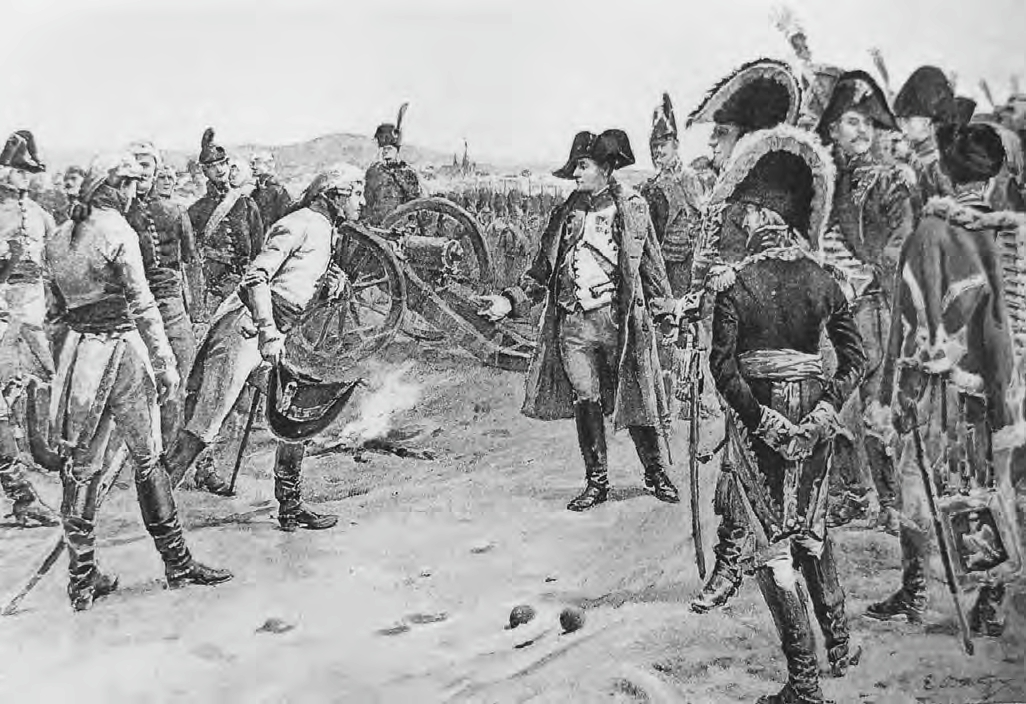
A megadás jelenete

## Fordítás
- Ez a szócikk részben vagy egészben  a   Battle of Ulm című angol Wikipédia-szócikk fordításán alapul.  Az eredeti cikk szerkesztőit annak laptörténete sorolja fel. Ez a jelzés csupán a megfogalmazás eredetét és a szerzői jogokat jelzi, nem szolgál a cikkben szereplő információk forrásmegjelöléseként.